# Jason Williams (basket-ball, 1983)
Pour les articles homonymes, voir Jason Williams (homonymie) et Williams.
Jason Williams, né le 17 novembre 1983 à La Nouvelle-Orléans en Louisiane, est un joueur américain de basket-ball.